# Айрикссон, Петур
Пе́тур А́йрикссон (фар. Petur Eiriksson; род. 11 февраля 1959 года в Торсхавне, Фарерские острова) — фарерский футболист, нападающий.

## Карьера футболиста
Петур начал свою карьеру в клубе «ХБ» из родного Торсхавна. Он дебютировал за «красно-чёрных» 13 мая 1979 года в матче первенства Фарерских островов против клуба «ТБ». Всего в своём первом сезоне Петур провёл 3 матча чемпионата и 4 кубковые встречи, включая победный финальный матч против «КИ». В 1980 году он перешёл в стан действующих чемпионов архипелага — «ИФ» из Фуглафьёрдура. За два сезона в составе «красно-белых» Петур отличился 5 раз в 21 матче фарерского чемпионата. 
В 1982 году нападающий ушёл из «ИФ» в «МБ» из первого дивизиона. Вместе со своей командой он выиграл этот турнир в первом же сезоне. В 1983 году Петур отметился 3 голами в 6 встречах высшей фарерской лиги, однако его усилия не спасли «сине-белых» от вылета в первый дивизион. Он выступал за «МБ» ещё 2 сезона, после чего присоединился к клубу «СИ», выступавшему во втором дивизионе. Петур помог этой команде выиграть вторую лигу. 
В следующем сезоне-1988 он сыграл за «СИ» 2 матча в первой фарерской лиге и забил там 3 гола. В 1989 году Петур вернулся в «МБ» и принял активное участие в возвращении команды в высший дивизион. «Сине-белые» задержались там на 2 сезона, в которых нападающий забил всего 1 мяч в 25 встречах. В 1992 году Петур сыграл 18 матчей и отметился 5 голами за «МБ» в первом дивизионе. Накануне сезона-1993 «МБ» прекратил своё существование, а нападающий вернулся в родной «ХБ». Там он провёл первую половину сезона-1993, сыграв в 6 играх чемпионата и забив 1 гол. Летом 1993 года Петур стал футболистом столичного «Б36», в составе которого за полтора сезона он принял участие в 17 матчах фарерского первенства, отметившись 2 мячами. В конце сезона-1994 он принял решение завершить свои выступления.
Нападающий возобновил карьеру в 2020 году, пополнив состав возродившегося «МБ», выступавшего в третьем дивизионе Фарерских островов. 27 июня 2020 года 61-летний Петур принял участие в матче кубка Фарерских островов против клуба «Ундри», став самым возрастным игроком в истории турнира. Он провёл на поле 51 минуту, заменив Франка Горликке на 39-й минуте встречи, а его клуб потерпел поражение со счётом 2:6. В третьем дивизионе сезона-2020 нападающий провёл 2 встречи, начав с первых минут матч против третьего состава «ЭБ/Стреймур» и выйдя на замену по ходу игры с четвёртой командой «НСИ».

## Достижения

### Командные
«ХБ Торсхавн»
- Обладатель кубка Фарерских островов (1): 1979

 «МБ Мивоавур»
- Победитель первого дивизиона (2): 1982, 1989

 «СИ Сёрвоавур»
- Победитель второго дивизиона (1): 1987

### Личные
- Самый возрастной игрок кубка Фарерских островов[9]

## Судейская карьера
В 1986 и 1990 годах Петур отсудил 2 футбольных матча в качестве главного арбитра от клуба «МБ».